# Пешаварское ханство
Пешаварское ханство — феодальное государство, существовавшее в территории Афганистана в XVIII—XIX веках

## Правители
Столица — Пешавар (1818—1834).
- Яр Мухаммед-хан, сын Паинда-хана (1818—1823, 1823—1826 в Кабуле, 1826—1834).
- Пир Мухаммед-хан, брат (сопр. 1818—1828).
- Сейид Мухаммед-хан, брат (сопр. 1818—1834).
- Султан Мухаммед-хан, брат (сопр. 1818—1834).
- 1834—1849 — сикхское завоевание.
- 1849—1947 — английское завоевание, включено в состав Британской Индии.
- 1947 присоединено к Пакистану[1].